# Antonio de Nebrija
Elio Antonio de Nebrija (nascido Antonio Martínez de Cala, Lebrija, província de Sevilha, 1441 — Alcalá de Henares, 5 de julho de 1522) foi um humanista e filólogo espanhol, autor da primeira gramática da língua castelhana (1492) e do primeiro dicionário espanhol (1495).

## Nome
Antonio de Nebrija assinou algumas das suas obras com Antonio Lebrixen e Antonio Nebrissen. Usou também a grafia Antonio de Lebrija.

## Vida
Depois de estudar na Universidade de Salamanca (1459–1463) ele residiu por dez anos na Itália, e completou sua educação na Universidade de Bologna.
Em viagem pela Europa, ele devotou-se ao avanço da aprendizagem clássica. Retornou para a Espanha em 1470 e tornou-se professor de gramática em Salamanca em 1473. Em 1481 publicou a obra Introductiones latinae, quando foi transferido para a Universidade de Alcalá em 1490.
Em Alcalá de Henares fez parte da elaboração da Bíblia Poliglota Complutense e publicou em 1492 a primeira Gramática de la lengua castellana da língua castelhana e os primeiros dicionários Latim-Espanhol (1492) e Espanhol-Latim (1495).
Em 1517 publicou as Reglas de ortografía española que codificavam, pela primeira vez, a pronúncia como critério ordenador da escrita, apesar de também recorrer a princípios etimológicos para solucionar os casos mais difíceis. A ideia de Nebrija de que a língua era instrumento do Império estendia-se também à oralidade e buscava unificar a pronúncia em todo o território da coroa de Castela, de acordo com a prestigiosa forma de Valladolid, abandonando definitivamente o romance de Burgos que tinha estado na origem dos primeiros escritos pré-afonsinos.
De 1513 até a sua morte em  1522 foi professor de retórica na Universidade de Alcalá.

## Obras
- Introductiones latinae, 1481

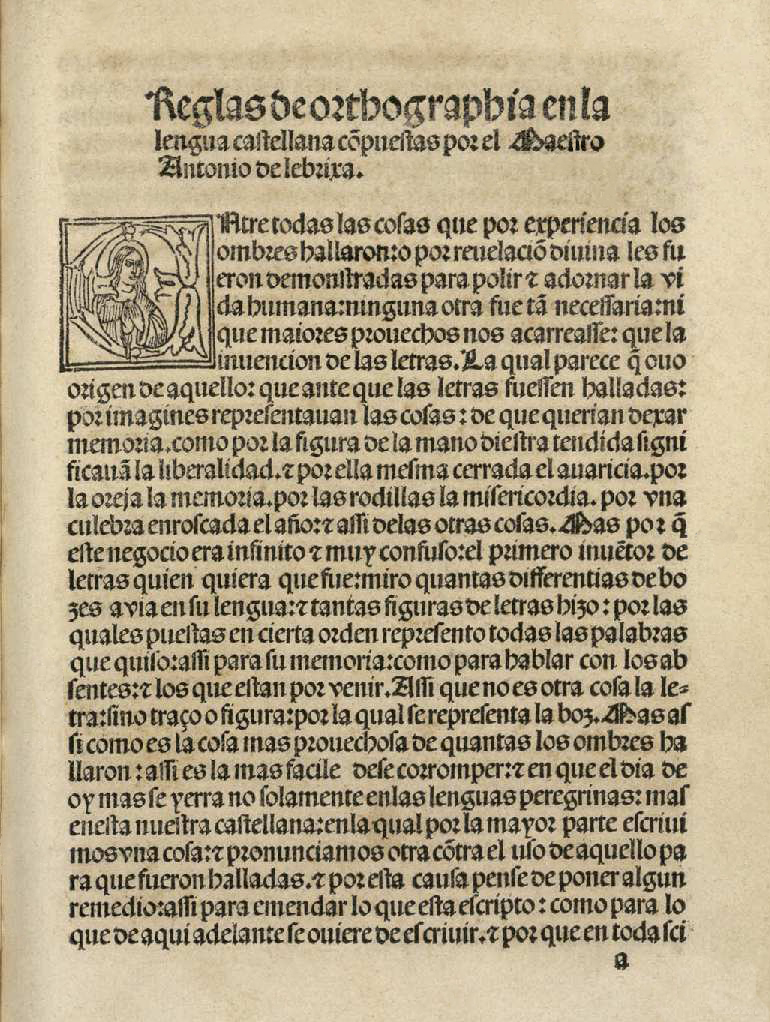
Reglas de orthographia en la lengua castellana (1517).

- Gramática de la lengua castellana, 1492
- Latim-Espanhol (1492) e Espanhol-Latim, 1495 (dicionários).
- Reglas de ortografía española, 1517.
- Reglas de orthografía en la lengua castellana, 1523 (posthum).